# Passiflora berteriana
Passiflora berteriana är en passionsblomsväxtart som beskrevs av Giovanni Battista Balbis och Dc.. Passiflora berteriana ingår i släktet passionsblommor, och familjen passionsblomsväxter. Inga underarter finns listade i Catalogue of Life.